# 仙遊島站
仙遊島站（：／ Seonyudo yeok */?）是首爾地鐵9號線沿線的一座地下車站，位於韓國首爾特別市永登浦區楊坪洞5街。站名源自鄰近的仙遊島公園。

## 車站構造
站體為2面2線側式月台的地下車站，中間2條軌道為急行列車的通過線，候車月台設有月台幕門，並有8處出口。

### 月台配置
| 新木洞 ↑ |
| \| 上    |
| ↓ 堂山   |

| 月台 | 路線           | 目的地                                                               |
| ---- | -------------- | -------------------------------------------------------------------- |
| 上行 | ●首爾地鐵9號線 | 新木洞、金浦機場、開花方向                                           |
| 下行 | ●首爾地鐵9號線 | 堂山、銅雀、新論峴、綜合運動場、石村、奧林匹克公園、中央報勳醫院方向 |

## 歷史
- 2009年7月24日：落成啟用。

## 車站周邊
- SK Encar首爾總營業所、永登浦營業所
- 樂天製菓（朝鲜语：롯데제과）總公司、永登浦工廠
- 仙遊島公園（朝鲜语：선유도공원）
- 堂山初等學校
- 首爾仙遊初等學校
- 仙遊中學
- 仙遊高校
- 楊坪2洞行政福利中心
- 楊坪聖母醫院
- 江西稅務署
- 樂天家庭購物（朝鲜语：우리홈쇼핑）總店

## 圖片

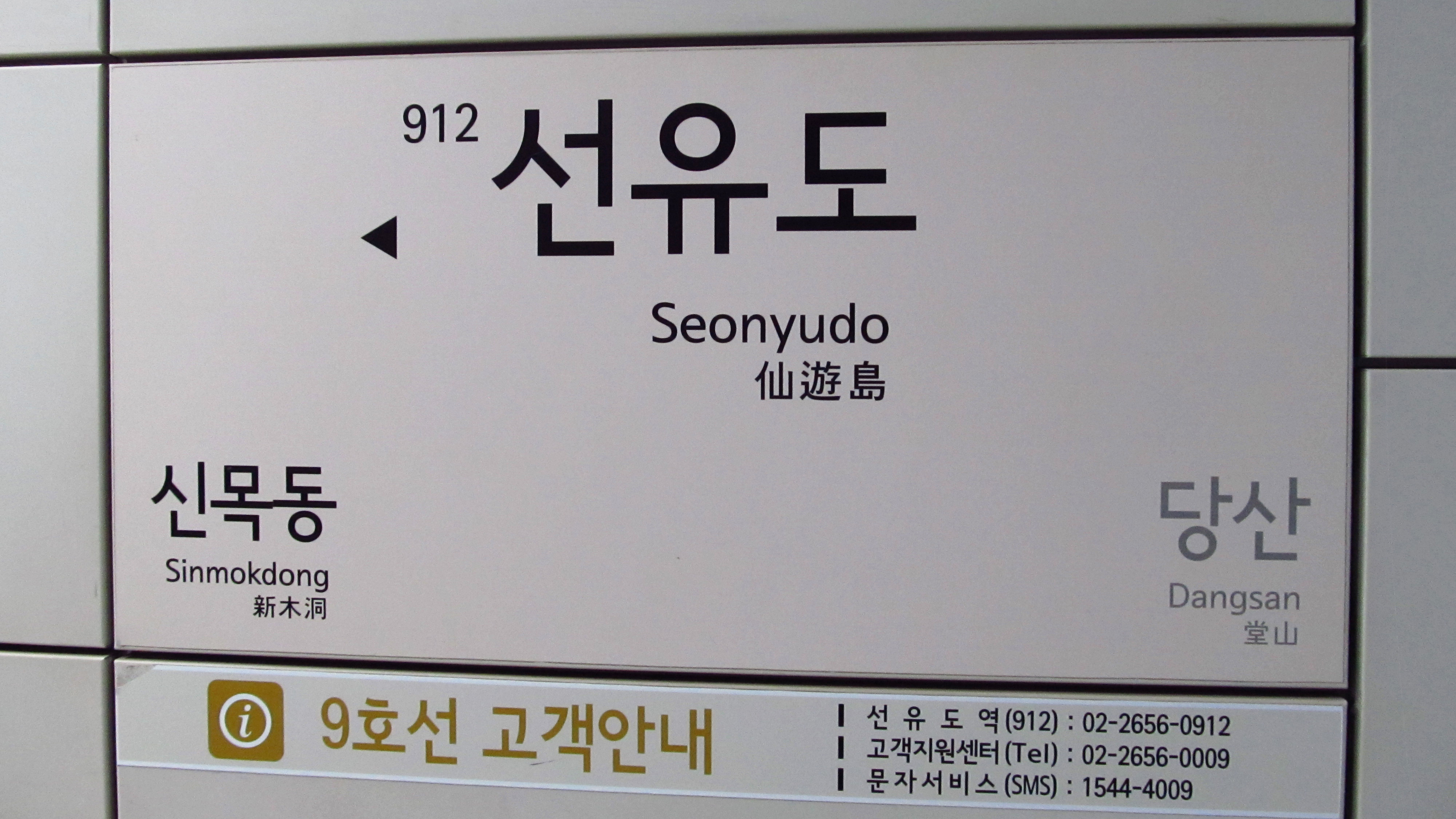
站名牌
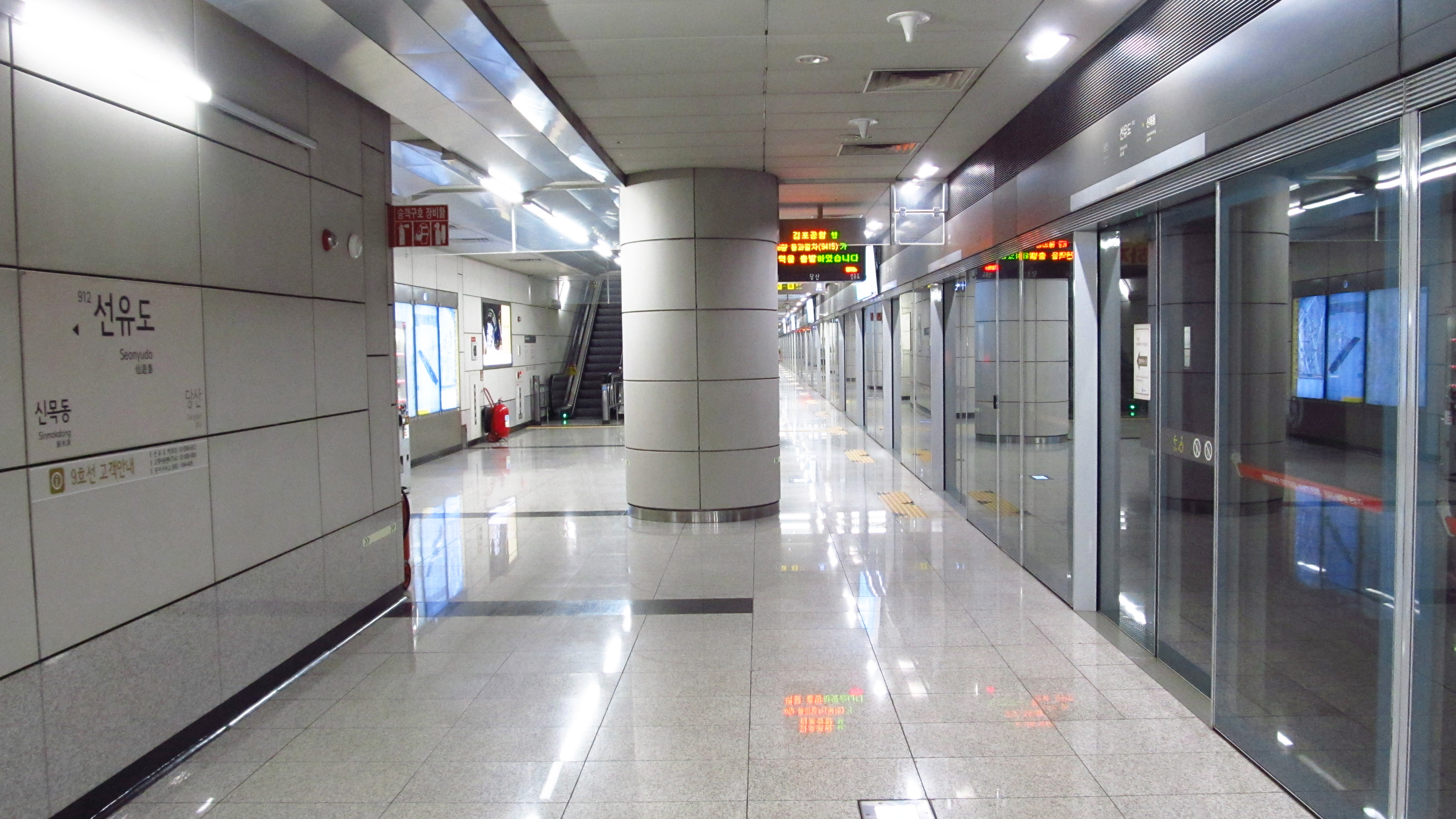
候車月台
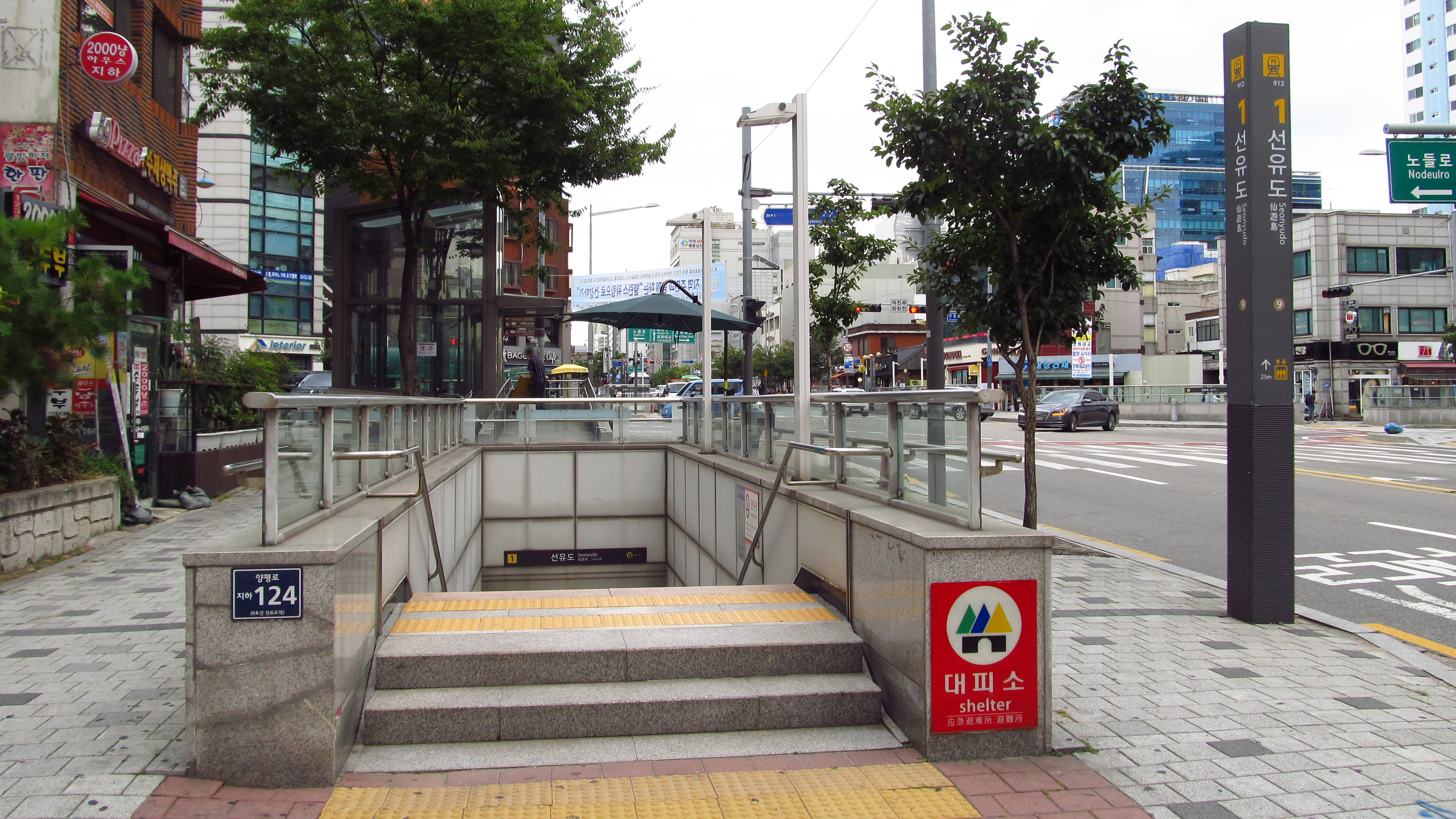
1號出口

## 相鄰車站
首爾市地鐵9號線
●首爾地鐵9號線
一般
鹽倉（910）－仙遊島（911）－堂山（912）